# Judith de Habsbourg
Judith, également appelée Guta, née le 13 mars 1271 à Rheinfelden et morte le 21 mai 1297 à Prague, était une princesse de la maison de Habsbourg. Épouse du roi Venceslas II de Bohême, elle fut reine consort de Bohême de 1285 jusqu'à sa mort.

## Biographie
La plus jeune fille du comte Rodolphe de Habsbourg et de sa première épouse Gertrude de Hohenberg, Judith a grandi sur les propriétés de son père en Souabe. Le 1er octobre 1273, Rodolphe a été élu roi des Romains terminant le Grand Interrègne. Dès le jour de son couronnement le 24 octobre, pour sécuriser sa suprématie, il maria ses filles Mathilde et Agnès aux princes-électeurs Louis II du Palatinat et Albert II de Saxe.

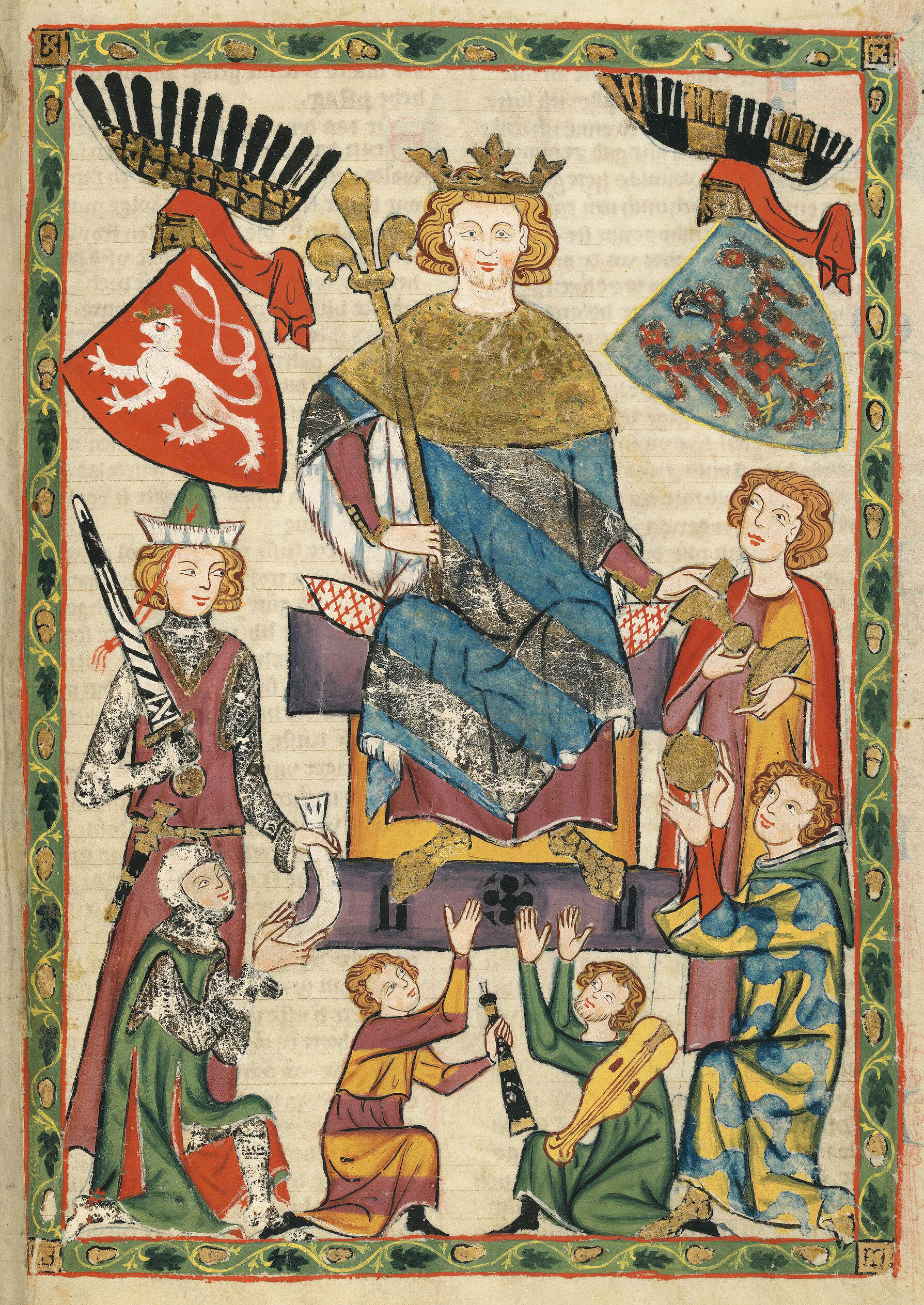
Venceslas II de Bohême, enluminure du Codex Manesse, XIVe siècle.

Toutefois, pour s'imposer contre son rival le roi Ottokar II de Bohême, Rodolphe a dû lancer une action militaire. En 1276, Ottokar a été assigné à Vienne et, enfin, a reconnu Rodolphe comme souverain légitime. Lorsque Judith a cinq ans, son père, ayant signé le traité de paix de Vienne avec le roi de Bohême, décide de la marier au fils et héritier d'Ottokar, Venceslas II, en suivant l'exemple de ses sœurs. La paix n'a pourtant pas duré longtemps et le 26 août 1278, Ottokar est défait et tué à la bataille de Marchfeld.
Les fiançailles entre Venceslas II, devenu entre-temps roi de Bohême, et Judith ont lieu en 1279 à Jihlava. Toutefois, le nouveau roi de Bohême, placé sous la tutelle du margrave Othon V de Brandebourg, fut retenu prisonnier au château de Bezděz, puis dans la marche de Brandebourg. Selon la Chronicon Aulae regiae de Pierre de Zittau, il n'a pu retourner à Prague qu'en printemps 1283.
Les fiançailles entre Venceslas et Judith sont encore une fois célébrées le 24 janvier 1285 à la ville libre d'Egra (Cheb), en présence de nombreux nobles européens, et leur mariage a eu lieu le 7 février à Prague. Venceslas a reçu le royaume de Bohême et le margraviat de Moravie en fief des mains de Rodolphe de Habsbourg ; la jeune mariée Judith apporte en dot des terres « du duché d'Autriche, de la frontière de la Moravie jusqu’à celle du Danube ». Après les festivités, la nouvelle reine, en raison de son jeune âge, retourne en Germanie dans sa famille. Le couronnement de Venceslas est reporté en raison de l'absence de Judith, qui rejoindra finalement son époux à Prague deux ans après.
Judith a une influence notable sur la politique de son mari. Comme son père le roi Rodolphe, elle n'éprouve guère de sympathie envers le beau-père de son mari, Zavis de Falkenstein. Celui-ci était régent du royaume conjointement à la reine-mère Cunégonde de Slavonie, qu'il a épousée secrètement. En 1288, enfin, Venceslas prenait le gouvernement en main. Après un procès, Falkenstein sera finalement exécuté en 1290 au château de Hluboká, cinq ans après la mort de la reine Cunégonde. Encouragé par son épouse, le roi a élaboré des plans d'expansion vers le duché de Silésie et le royaume de Pologne au nord.
Judith va également tenter de réconcilier son mari et son frère, Albert Ier de Habsbourg, duc d'Autriche. L'alliance entre Venceslas et Albert a survécu jusqu'en 1304 ; elle a assuré la succession d'Albert en tant que roi des Romains après le décès de Rodolphe en 1291. Judith apporte une influence germanique à la cour de Prague en y accueillant des chevaliers allemands, et contribue à faire de cette ville un centre culturel.
En 1297, Venceslas et Judith sont couronnés roi et reine de Bohême. Elle meurt quelques semaines plus tard, après avoir donné naissance à son dernier enfant.

## Descendance
Venceslas et Judith ont dix enfants, dont quatre seulement parviennent à l’âge adulte :
- Přemysl Ottokar (1288-1288) ;
- Venceslas III (1289-1306) qui succède à son père en 1305[1] ;
- Agnès (1289-1296), mariée en 1296 à Robert, fils d'Adolphe de Nassau ;
- Anne (1290-1313), mariée en 1306 à Henri de Goritz, duc de Carinthie, il devient roi de Bohême en 1307[1] ;
- Élisabeth (1292-1330), mariée en 1310 à Jean de Luxembourg, roi de Bohême en 1310[1] ;
- Judith (1293-1294) ;
- Jean (1294-1295) ;
- Jean (1295-1296) ;
- Marguerite (1296-1322), mariée en 1308 au duc de Legnica et de Wrocław, Boleslas III le Prodigue[1] ;
- Judith (1297-1297).

## Sources
- (en) Cet article est partiellement ou en totalité issu de l’article de Wikipédia en anglais intitulé « Judith of Habsburg » (voir la liste des auteurs).